# تمدد الرطوبة
تمدد الرطوبة (بالإنجليزية: Moisture expansion)‏ هو التغير الطارئة على حجم المادة نتيجة تغير مقدار الرطوبة. ويماثل تأثيره المجهري نفس تأثير التمدد الحراري، بينما تتباين المسببات تمامًا على المستوى الميكروسكوبي. يحدث تمدد الرطوبة نتيجة الاسترطاب.